# Белорусский язык в Польше
Белорусский язык в Польше является одним из вспомогательных языков.

## История
Появление белорусского языка в Польше связано с тем, что до революции эти регионы входили в Гродненскую губернию, а до этого в Великое Княжество Литовское. По переписи 1897 года в Гродненской губернии носителями белорусского языка являлись 705,045 человек, польского — 161,662. В связи с этим работали школы на белорусском языке, издавалась белорусскоязычная газета. Названия некоторых населенных пунктов до сих пор имеют две версии названия - польское и белорусское.

## Статус
Белорусский язык в Польше является одним из вспомогательных языков и имеет официальный статус в:
- Подляское воеводство
  - Город Хайнувка
  - Сельская гмина Хайнувка
  - Сельская гмина Орля
  - Сельская гмина Наревка
  - Сельская гмина Чиже

## Белорусское СМИ
На территории Польши находятся некоторые белорусскоязычные радиостанции, телебашни и СМИ.
- Польское Радио для заграницы — вещание на белорусском осуществляется с 1992 года, в начале 2013 года выходят передачи два раза в сутки[2].
- Радио «Рацыя» — в начале 2013 года осуществлялось круглосуточное вещание в интернете и регулярное через приграничные радиостанции[3]. Финансирует МИД Польши.
- БелСат — создан 23 апреля 2007 года на основании договора МИД Польши и Польского общественного телевидения. Вещает со спутников Astra 1H/1KR/1L/1M/2C 19.2 гр. E и Astra 4A 4.8 гр. E. около 18 часов в сутки.[4]

## Образование
В некоторых польских школах белорусский язык изучается как иностранный. Присутствуют уроки белорусского языка, по которым иногда проводятся олимпиады. У лауреатов таких олимпиад диплом будет иметь больше проходных баллов, и шансы поступить в престижный вуз в Варшаве или Кракове повысятся.
В Польше в белорусском просвещении есть проблемы, как недостаток книг. Посольство Белоруссии в Польше пытается всячески помогать через Белорусский культурный центр в Польше.